# Санма
Санма (англ. , фр. и бисл. Sanma) — провинция государства Вануату, занимающая территорию острова страны Эспириту Санто, находящегося приблизительно в 2500 км к северо-востоку от Австралии, а также острова Мало, названия которых дали название провинции (по первым буквам слов Санто и Мало). Площадь — 4 248 км², население — 45 855 человек (2009). Административный центр провинции — город Люганвиль (на острове Эспириту Санто).